# Grover (Kolorado)
Grover – miasto w Stanach Zjednoczonych, w stanie Kolorado, w hrabstwie Weld.